# Шварцман, Александр Ефимович
Александр Ефимович Шварцман (также Алекс Шварцман; 16 апреля 1935 — 30 мая 2023, Хайфа) — израильский, ранее молдавский шашист. Десятикратный чемпион Молдавии по русским шашкам и 40-кратный чемпион Израиля по русским, международным и бразильским шашкам.
Мастер спорта СССР по шашкам (1959), международный мастер по бразильским шашкам (1990), мастер ФМЖД по стоклеточным шашкам, национальный гроссмейстер Израиля. Кандидат в мастера спорта СССР по шахматам (1952).

## Биография
Начал занятия шашками в Тираспольском доме пионеров и школьников под руководством Павла Савина. Воспитанник основателя тираспольской детско-юношеской шашечной школы Арона Михайловича Дубового. В 1949 году, в возрасте четырнадцати лет стал победителем чемпионата Молдавии среди мужчин. В 1952 году в составе сборной Молдавии занял первое место на первом командном чемпионате СССР среди юношей в Ростове-на-Дону. В 1958 году окончил Одесский институт холодильной промышленности, работал инженером-технологом на тираспольском заводе «Электромаш», затем на кишинёвском заводе «Электроприбор» (1959—1973). В 1959 году занял третье место на командном чемпионате СССР (А. Шварцман, И. Качеров, В. Криворук, Л. Бендерская).
С 1973 года в Израиле, работал механиком на флоте.
В 1980 году играл на зональном отборочном турнире на чемпионат мира 1980 года в Арта-Терме, Италия и занял 9 место.
Возобновил участие в шашечных турнирах лишь в 1983 году.
А. Е. Шварцман также призёр чемпионатов Израиля по блицу в бразильские шашки и в троеборье (международные, русские и бразильские шашки) в личном и командном зачётах, участник трёх финалов чемпионатов СССР (1961, 1962, 1965) и семи командных первенств СССР, серебряный призёр первого чемпионата ДСО профсоюзов, чемпион Израиля среди ветеранов. Становился чемпионом Израиля по русским шашкам, по блицу в русских шашках, по бразильским шашкам и по международным шашкам (2002, абсолютный чемпион страны в этом году). Участник финалов чемпионатов мира. Жил в Хайфе.
Автор книг «Радость побед и горечь поражений» (М.: Строка, 2004), «Путь к вершинам» (Омск, 2006).

## Семья
Сыновья А. Е. Шварцмана также стали шашистами: Игорь (род. 1960) — мастер ФМЖД, финалист второго чемпионата мира по бразильским шашкам (1987); Геннадий (род. 1962) — победитель чемпионата Израиля среди юношей (1980).